# بنجامين فرانكلين باش (جراح)
بنجامين فرانكلين باش (بالإنجليزية: Benjamin Franklin Bache)‏ هو ضابط وجراح أمريكي، ولد في 7 فبراير 1801، وتوفي في 1 نوفمبر 1881.